# Халу-Баґ
Халу-Баґ (перс. خالوباغ) — село в Ірані, у дегестані Баз-Кія-Ґураб, в Центральному бахші, шагрестані Ляхіджан остану Ґілян. За даними перепису 2006 року, його населення становило 1057 осіб, що проживали у складі 300 сімей.

## Клімат
Середня річна температура становить 14,69°C, середня максимальна – 28,40°C, а середня мінімальна – 0,26°C. Середня річна кількість опадів – 1161 мм.
| Клімат поселення                              | Клімат поселення | Клімат поселення | Клімат поселення | Клімат поселення | Клімат поселення | Клімат поселення | Клімат поселення | Клімат поселення | Клімат поселення | Клімат поселення | Клімат поселення | Клімат поселення | Клімат поселення |
| Показник                                      | Січ.             | Лют.             | Бер.             | Квіт.            | Трав.            | Черв.            | Лип.             | Серп.            | Вер.             | Жовт.            | Лист.            | Груд.            |                  |
| Середній максимум, °C                         | 9,39             | 9,69             | 12,12            | 18,00            | 21,98            | 25,75            | 28,40            | 28,19            | 25,41            | 21,24            | 16,76            | 12,46            |                  |
| Середня температура, °C                       | 4,82             | 5,12             | 7,57             | 13,43            | 17,40            | 21,20            | 24,11            | 23,90            | 21,12            | 16,97            | 12,48            | 8,18             |                  |
| Середній мінімум, °C                          | 0,26             | 0,56             | 3,01             | 8,88             | 12,86            | 16,63            | 19,82            | 19,64            | 16,84            | 12,69            | 8,20             | 3,90             |                  |
| Норма опадів, мм                              | 112              | 93               | 86               | 46               | 46               | 33               | 33               | 60               | 133              | 207              | 171              | 141              |                  |
| Середньомісячна швидкість вітру, м/с          | 2.40             | 2.50             | 2.50             | 2.39             | 2.38             | 2.52             | 2.58             | 2.30             | 2.10             | 2.10             | 2.08             | 2.12             |                  |
| Середньомісячна сонячна радіація, кДж/м²·день | 7027             | 9112             | 11071            | 15503            | 19686            | 21531            | 21955            | 18733            | 15298            | 10846            | 8680             | 6673             |                  |
| --------------------------------------------- | ---------------- | ---------------- | ---------------- | ---------------- | ---------------- | ---------------- | ---------------- | ---------------- | ---------------- | ---------------- | ---------------- | ---------------- | ---------------- |
| Джерело:                                      |                  |                  |                  |                  |                  |                  |                  |                  |                  |                  |                  |                  |                  |